# Liviu Constantinescu

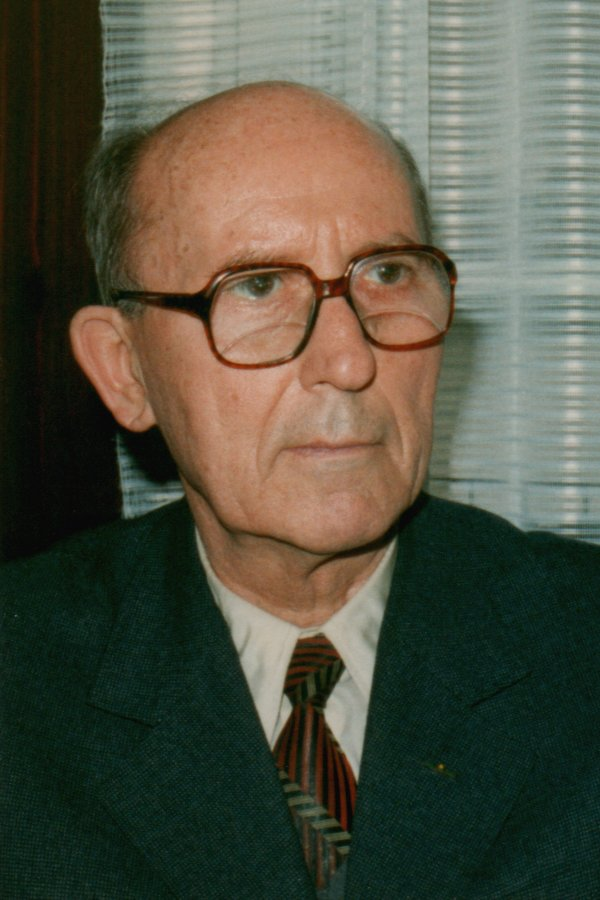
Liviu Constantinescu

Liviu Tiberiu Constantinescu ('* 26. November 1914 in Walachisch-Eibesdorf, Komitat Hermannstadt, Österreich-Ungarn; † 29. November 1997 in Saint-Louis, Département Haut-Rhin, Frankreich) war ein rumänischer Geophysiker.

## Leben
Constantinescu stammte aus einer Familie orthodoxer Geistlicher und studierte Naturwissenschaften (besonders Physik und Chemie) an der Universität Bukarest mit dem Diplom 1935 und der Promotion in Physik 1941 (Dissertation Potențiale distruptive în vapori de hidrocarbur) bei Eugen Bădărău. Er war einige Zeit Dozent an der Universität (und daneben Französischlehrer an verschiedenen Gymnasien), war ab 1941 Soldat an der Ostfront (wo er der Einkesselung im Donbogen entkam) und von 1943 bis 1958 erster Direktor des neu gegründeten und später nach ihm benannten geophysikalischen Observatoriums Surlari bei Moara Vlăsiei. 1949 bis 1975 war er außerdem Professor für Geophysik an der Universität und 1957 bis 1973 am Institut für Erdöl, Erdgas und Geologie (IPGG) in Bukarest (und vorher am Bergbauinstitut). Da er sich weigerte der kommunistischen Partei beizutreten, wurde er 1975 zwangsweise pensioniert. Nach dem Fall der kommunistischen Diktatur war er Präsident der Sektion Geowissenschaften der rumänischen Akademie der Wissenschaften und ging 1995 endgültig in den Ruhestand.
Er gilt mit Sabba S. Ștefănescu als Begründer der Geophysik in Rumänien. Er befasste sich insbesondere mit Geomagnetismus (z. B. Magnetotellurik), Seismik (insbesondere Erdbeben in Rumänien und den Karpaten, Balkan-Region) und dem Schwerefeld der Erde (Gravimetrie). Dabei arbeitete er sowohl theoretisch als auch angewandt, zum Beispiel für die Prospektion von Bodenschätzen. Er verfasste dazu zwei Lehrbücher, eines über Geomagnetismus und eines über Gravimetrie in der Prospektion, erschienen 1959 bzw. 1961, und war 1964/65 Herausgeber eines zweibändigen Handbuchs über geophysikalische Prospektion.
1963 wurde er korrespondierendes und 1990 volles Mitglied der Rumänischen Akademie der Wissenschaften. Er war 1969 bis 1971 Vizepräsident der International Union of Geodesy and Geophysics (IUGG) und 1972 bis 1976 Vizepräsident der Europäischen Seismologischen Kommission.
Er heiratete 1939 und hatte einen Sohn, den Physiker Dan Horia Constantinescu (* 1940), der von 1974 bis zu ihrem Tod 2008 mit der Biophysikerin Ruxandra Sireteanu-Constantinescu verheiratet war.